# Caitlin Foord
Caitlin Jade Foord (Shellharbour, 1994. november 11. –) ausztrál női válogatott labdarúgó. Az angol Arsenal támadója. A világbajnokságok történetének legfiatalabb ausztrál résztvevője.

## Pályafutása
Foord iskolájában kezdett focizni és 14 évesen került Sydneybe, ahol az NSW akadémiáján egy évet töltött.

### Klubcsapatban

#### Central Coast Mariners
A 2009-es szezonban a Mariners csapatához került, de nem lépett pályára az ausztrál bajnokságban.

#### Sydney FC
Miután a Central Coast Mariners finanszírozási problémái miatt visszalépett a W-League tagságtól, Foord több társával egyetemben a Sydney FC csapatához csatlakozott. Négy szezonja alatt 44 mérkőzésen 10 gólt termelt.

#### Sky Blue
2013. február 19-én Twitter bejegyzésében jelentette be, hogy a 2013-as NWSL szezonra a Sky Blue együtteséhez szerződött. 15 mérkőzésen játszott az Égszínkékek mezében és bár gólt nem szerzett, hasznos játékával segítette klubját a rájátszásba.
Következő évében 21 alkalommal kapott lehetőséget.
Sam Kerr társaságában tért vissza a 2015-ös világbajnokság után és 10 meccset abszolvált.

#### Perth Glory
Kölcsönben a Perth Glory keretéhez csatlakozott a 2014-es W-League idényére és 5 gólt termelt 12 találkozón. Egy évre rá egy újabb kontraktus aláírása után kulcscsont törést szenvedett, amely egész szezonját befolyásolta.

#### Sydney FC – Az első visszatérés
Felépülését követően visszatért Sydneybe és 10 meccsen két gólt szerzett és a bajnokság után a japán bajnokságból kapott ajánlatot.

#### Vegalta Sendai
A Vegalta Sendai egyéves szerződést kínált fel számára a 2017-es japán bajnoki szezonra. Klubjával a negyedik helyen végeztek a bajnokságban, Caitlin pedig 17 meccsen 4-szer volt eredményes Szendaiban.

#### Sydney FC – A második visszatérés
2017. december 15-én a japán évad befejezése után újra a Sydney FC örülhetett aláírásának. Első idényében a rájátszásig jutott, de a Newcastle Jets elleni meccsen eltört lábközépcsontja miatt nem tudott részt venni a Grand Final döntőjében.
Karrierje második mesterhármasát szerezte meg a 2018–19-es szezon 6. fordulójában a Brisbane Roar ellen és a rájátszás dőntőjében a Perth Glory csapatát legyőzve nyerték meg a Grand Final trófeát.

#### Portland Thorns
A Sky Blue 2018. január 11-én elcserélte jogait a Portland Thorns gárdájával, azonban szezonját csak augusztusban tudta megkezdeni lábsérülése miatt.
A portlandi időszaka alatt 26 mérkőzésen 3 találatot ért el.

#### Arsenal
2020. január 24-én az angol Arsenal együtteséhez igazolt.

### A válogatottban
16 évesen góllal mutatkozhatott be a Matildák színeiben egy barátságos találkozón 2011. május 12-én Új-Zéland ellen, majd minden idők legfiatalabb ausztrál játékosaként vehetett részt a 2011-es világbajnokságon, ahol három meccsen léphetett pályára.

## Sikerei, díjai

### Klubcsapatokban

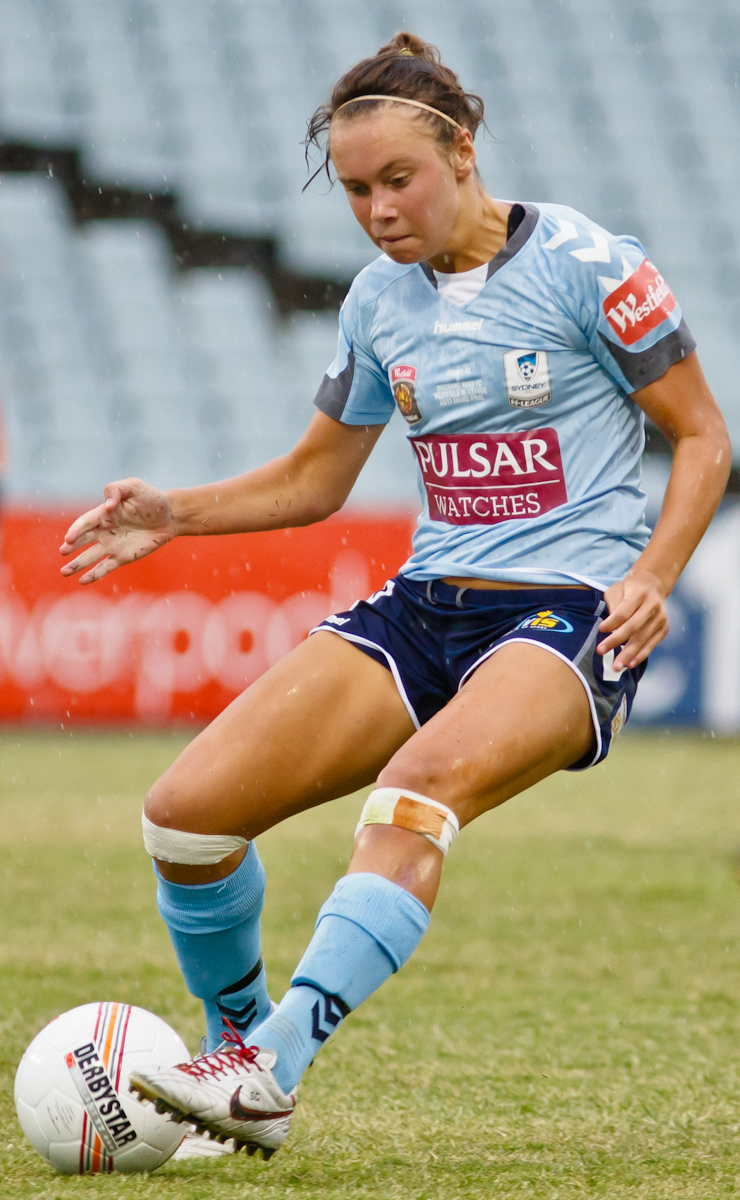
A Sydney FC mezében 2011-ben.

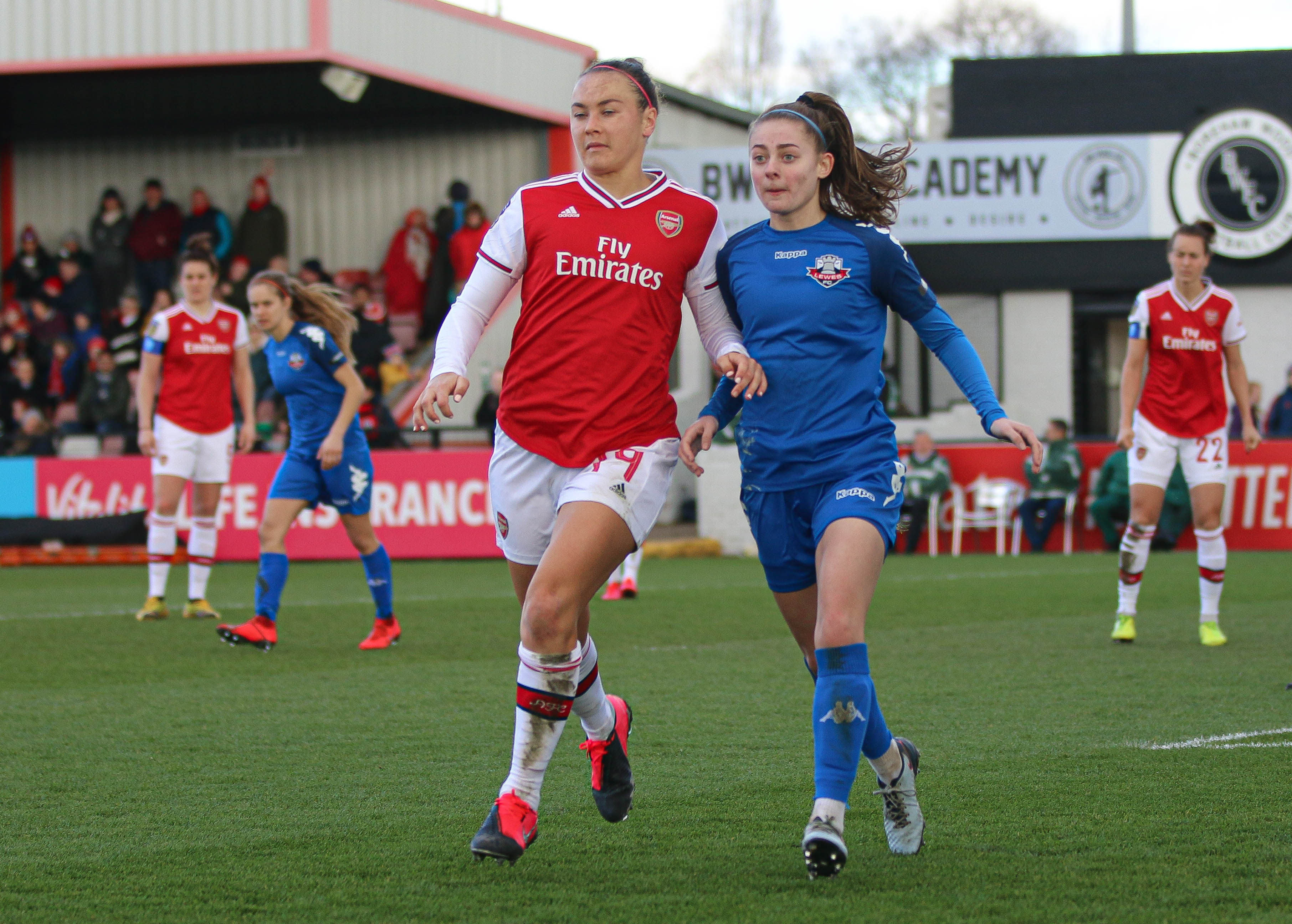
2020-ban az Arsenalban.

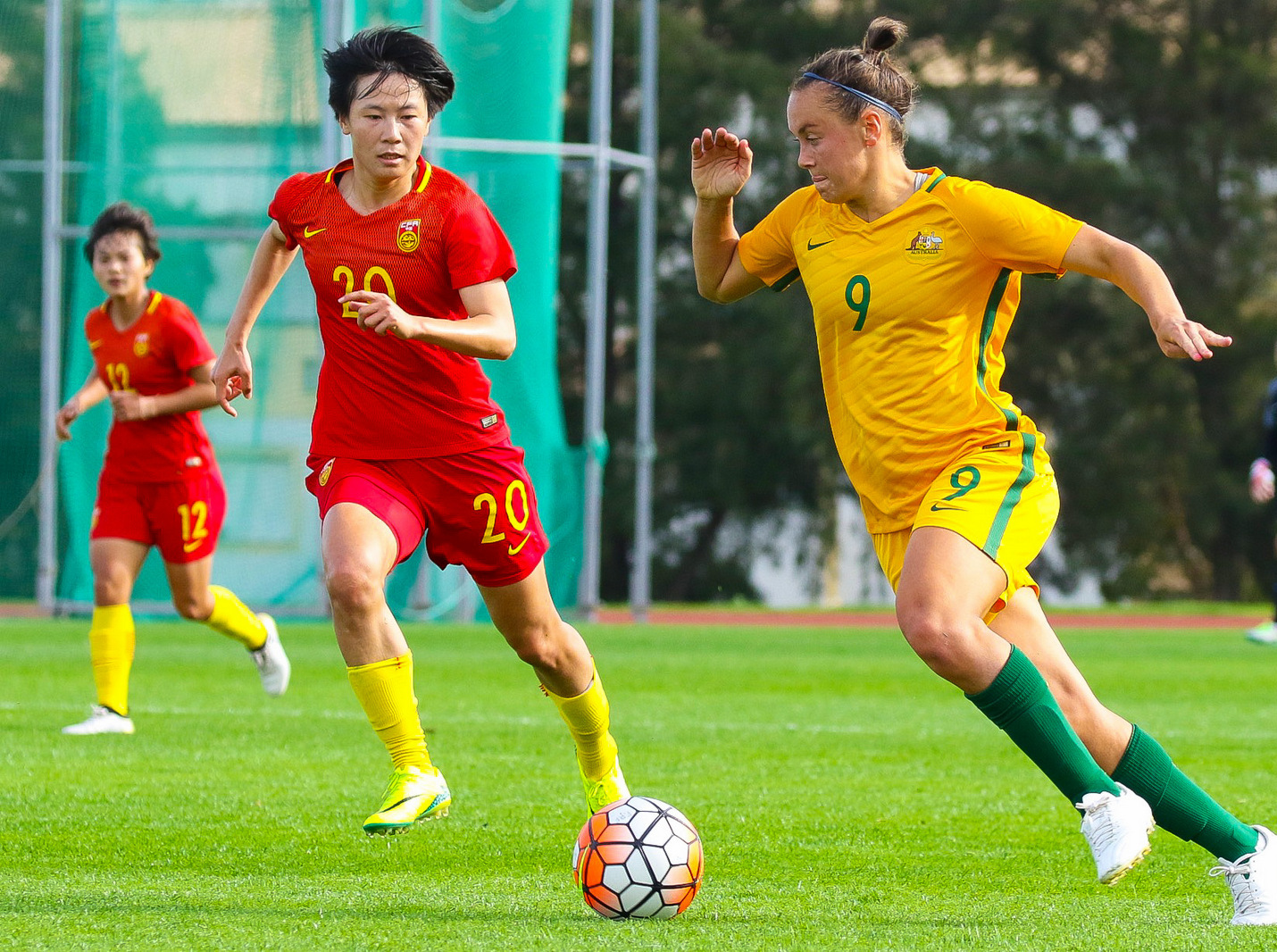
2017-ben az Algarve-kupán hazája színeiben.

Ausztrál alapszakasz (W-League Premier) győztes (2):
- Sydney WFC (1): 2010–11
- Perth Glory (1): 2014

 Ausztrál rájátszás (W-League Grand Final) győztes (2):
- Sydney WFC (2): 2012–13, 2018–19

### A válogatottban
Ausztrália
- Nemzetek Tornája aranyérmes: 2017[11]
- Nemzetek Kupája aranyérmes: 2019
- U16-os 
Délkelet-ázsiai bajnoki aranyérmes (1): 2009"

### Egyéni
- Női labdarúgó-világbajnokság legjobb fiatal játékosa: 2011[12]
- Az év női labdarúgója (AFC) - Győztes: 2016
- Az év fiatal női labdarúgója (AFC) - Győztes: 2011
- Az év fiatal ausztrál labdarúgója - Győztes: 2011

## Statisztikái

### Klubcsapatokban
2020. december 6-al bezárólag
| Klub             | Szezon           | Bajnokság | Bajnokság | Kupa  | Kupa | Nemzetközi | Nemzetközi | Össz. | Össz. |
| Klub             | Szezon           | Mérk.     | Gól       | Mérk. | Gól  | Mérk.      | Gól        | Mérk. | Gól   |
| ---------------- | ---------------- | --------- | --------- | ----- | ---- | ---------- | ---------- | ----- | ----- |
| Sydney FC        | 2010–11          | 11        | 1         | 0     | 0    | 0          | 0          | 11    | 1     |
| Sydney FC        | 2011–12          | 11        | 2         | 0     | 0    | 0          | 0          | 11    | 2     |
| Sydney FC        | 2012–13          | 11        | 3         | 0     | 0    | 0          | 0          | 11    | 3     |
| Sydney FC        | 2013–14          | 11        | 5         | 0     | 0    | 0          | 0          | 11    | 5     |
| Sydney FC        | Összesen         | 44        | 11        | 0     | 0    | 0          | 0          | 44    | 11    |
| Sky Blue         | 2013             | 15        | 0         | 0     | 0    | 0          | 0          | 15    | 0     |
| Sky Blue         | 2014             | 21        | 0         | 0     | 0    | 0          | 0          | 21    | 0     |
| Sky Blue         | 2015             | 10        | 0         | 0     | 0    | 0          | 0          | 10    | 0     |
| Sky Blue         | Összesen         | 46        | 0         | 0     | 0    | 0          | 0          | 46    | 0     |
| Perth Glory      | 2014             | 13        | 5         | 0     | 0    | 0          | 0          | 13    | 5     |
| Perth Glory      | 2015–16          | 7         | 1         | 0     | 0    | 0          | 0          | 7     | 1     |
| Perth Glory      | Összesen         | 20        | 6         | 0     | 0    | 0          | 0          | 20    | 6     |
| Sydney FC        | 2016–17          | 10        | 2         | 0     | 0    | 0          | 0          | 10    | 2     |
| Sydney FC        | Összesen         | 10        | 2         | 0     | 0    | 0          | 0          | 10    | 2     |
| Vegalta Sendai   | 2017             | 17        | 4         | 7     | 4    | 0          | 0          | 24    | 8     |
| Vegalta Sendai   | Összesen         | 17        | 4         | 7     | 4    | 0          | 0          | 24    | 8     |
| Sydney FC        | 2017–18          | 7         | 3         | 0     | 0    | 0          | 0          | 7     | 3     |
| Sydney FC        | 2018–19          | 14        | 10        | 0     | 0    | 0          | 0          | 14    | 10    |
| Sydney FC        | 2019–20          | 9         | 2         | 0     | 0    | 0          | 0          | 9     | 2     |
| Sydney FC        | Összesen         | 30        | 15        | 0     | 0    | 0          | 0          | 30    | 15    |
| Portland Thorns  | 2018             | 8         | 0         | 0     | 0    | 0          | 0          | 8     | 0     |
| Portland Thorns  | 2019             | 18        | 3         | 0     | 0    | 0          | 0          | 18    | 3     |
| Portland Thorns  | Összesen         | 26        | 3         | 0     | 0    | 0          | 0          | 26    | 3     |
| Arsenal          | 2019–20          | 0         | 0         | 4     | 1    | 1          | 0          | 4     | 1     |
| Arsenal          | 2020–21          | 8         | 5         | 3     | 2    | 0          | 0          | 11    | 7     |
| Arsenal          | Összesen         | 8         | 5         | 7     | 3    | 1          | 0          | 16    | 8     |
| Karrier összesen | Karrier összesen | 201       | 46        | 14    | 7    | 1          | 0          | 216   | 53    |

| Ausztrália színeiben szerzett góljai | Ausztrália színeiben szerzett góljai | Ausztrália színeiben szerzett góljai                        | Ausztrália színeiben szerzett góljai | Ausztrália színeiben szerzett góljai | Ausztrália színeiben szerzett góljai | Ausztrália színeiben szerzett góljai | Ausztrália színeiben szerzett góljai |
| ------------------------------------ | ------------------------------------ | ----------------------------------------------------------- | ------------------------------------ | ------------------------------------ | ------------------------------------ | ------------------------------------ | ------------------------------------ |
|                                      |                                      |                                                             |                                      |                                      |                                      |                                      |                                      |
| Gól                                  | Dátum                                | Helyszín                                                    | Ellenfél                             | Találat                              | Eredmény                             | Esemény                              | Forrás                               |
| 1.                                   | 2011. május 12.                      | Central Coast Stadion, Gosford, Ausztrália                  | Új-Zéland                            | 1–0                                  | 3–0                                  | Barátságos mérkőzés                  |                                      |
| 2.                                   | 2014. május 14.                      | Thống Nhất Stadium Stadion, Ho Si Minh-város, Vietnám       | Japán                                | 1–0                                  | 2–2                                  | 2014-es női Ázsia-kupa               |                                      |
| 3.                                   | 2015. február 12.                    | Bill McKinlay Park, Auckland, Új-Zéland                     | Új-Zéland                            | 3–0                                  | 3–2                                  | Barátságos mérkőzés                  |                                      |
| 4.                                   | 2015. május 19.                      | Valentine Sports Park, Sydney, Ausztrália                   | Vietnám                              | 2–0                                  | 4–0                                  | Barátságos mérkőzés                  |                                      |
| 5.                                   | 2015. május 21.                      | WIN Stadion, Wollongong, Ausztrália                         | Vietnám                              | 11–0                                 | 11–0                                 | Barátságos mérkőzés                  |                                      |
| 6.                                   | 2016. június 4.                      | Morshead Park, Ballarat, Ausztrália                         | Új-Zéland                            | 1–0                                  | 2–0                                  | Barátságos mérkőzés                  |                                      |
| 7.                                   | 2016. június 4.                      | Morshead Park, Ballarat, Ausztrália                         | Új-Zéland                            | 2–0                                  | 2–0                                  | Barátságos mérkőzés                  |                                      |
| 8.                                   | 2016. augusztus 6.                   | Arena Corinthians, São Paulo, Brazília                      | Németország                          | 2–0                                  | 2–2                                  | 2016-os olimpia                      |                                      |
| 9.                                   | 2017. augusztus 3.                   | StubHub Center, Carson, Egyesült Államok                    | Brazília                             | 2–1                                  | 6–1                                  | 2017-es Nemzetek Tornája             |                                      |
| 10.                                  | 2017. augusztus 3.                   | StubHub Center, Carson, Egyesült Államok                    | Brazília                             | 5–1                                  | 6–1                                  | 2017-es Nemzetek Tornája             |                                      |
| 11.                                  | 2017. szeptember 9.                  | McDonald Jones Stadion, Newcastle, Ausztrália               | Brazília                             | 2–1                                  | 3–2                                  | Barátságos mérkőzés                  |                                      |
| 12.                                  | 2018. november 13.                   | McDonald Jones Stadion, Newcastle, Ausztrália               | Chile                                | 2–0                                  | 5–0                                  | Barátságos mérkőzés                  |                                      |
| 13.                                  | 2018. november 13.                   | McDonald Jones Stadion, Newcastle, Ausztrália               | Chile                                | 3–0                                  | 5–0                                  | Barátságos mérkőzés                  |                                      |
| 14.                                  | 2018. november 13.                   | McDonald Jones Stadion, Newcastle, Ausztrália               | Chile                                | 5–0                                  | 5–0                                  | Barátságos mérkőzés                  |                                      |
| 15.                                  | 2019. március 6.                     | AAMI Park, Melbourne, Ausztrália                            | Argentína                            | 3–0                                  | 3–0                                  | 2019-es Nemzetek Kupája              |                                      |
| 16.                                  | 2019. április 4.                     | Dick's Sporting Goods Park, Commerce City, Egyesült Államok | Egyesült Államok                     | 2–1                                  | 3–5                                  | Barátságos mérkőzés                  |                                      |
| 17.                                  | 2019. június 13.                     | Stade de la Mosson, Montpellier, Franciaország              | Brazília                             | 1–2                                  | 3–2                                  | 2019-es labdarúgó-világbajnokság     | [ 13 ]                               |
| 18.                                  | 2020. február 7.                     | Campbelltown Stadion, Campbelltown, Ausztrália              | Tajvan                               | 1–0                                  | 7–0                                  | Olimpiai selejtező                   |                                      |
| 19.                                  | 2020. február 7.                     | Campbelltown Stadion, Campbelltown, Ausztrália              | Tajvan                               | 2–0                                  | 7–0                                  | Olimpiai selejtező                   |                                      |
| 20.                                  | 2020. február 7.                     | Campbelltown Stadion, Campbelltown, Ausztrália              | Tajvan                               | 4–0                                  | 7–0                                  | Olimpiai selejtező                   |                                      |